# Titanoeca brunnea
Titanoeca brunnea är en spindelart som beskrevs av James Henry Emerton 1888. Titanoeca brunnea ingår i släktet Titanoeca och familjen stenspindlar. Inga underarter finns listade i Catalogue of Life.